# Heart Attack (EP)
Pour les articles homonymes, voir Heart Attack (homonymie).
Albums de AOA
Like a Cat
(2014) Ace of Angels
(2015)
Singles
1. Heart Attack
Sortie : 22 juin 2015

Heart Attack est le troisième mini-album du girl group sud-coréen AOA, sorti le 22 juin 2015 sous FNC Entertainment. La chanson du même nom a été utilisée comme titre-phare de l'album.

## Promotion
Le titre Heart Attack a été écrit et composé par Brave Brothers.
Le premier teaser vidéo a été mis en ligne le 14 juin 2015 suivi par le second teaser vidéo le 16 juin 2015. Les AOA sont habillées en joueuses de crosse dans leurs teasers,,.
AOA commence les promotions avec un showcase le 22 juin au AX Korea. Les promotions pour Heart Attack commencent le 25 juin au M! Countdown.
Elles gagnent leur premier trophée à un programme de classement musicaux pour Heart Attack le 1er juillet 2015 au Show Champion.

## Liste des pistes
| 1.    | Heart Attack (심쿵해) | Brave Brothers, Chakun               | Brave Brothers, Mr.Kang, Chakun  | 03:16 |
| 2.    | Luv Me                | Brave Brothers                       | Brave Brothers, JS               | 03:30 |
| 3.    | Come To Me (들어와)   | Shin Jimin, Han Sungho, Seo Youngbae | Han Sungho, Seo Youngbae         | 03:24 |
| 4.    | One Thing (한개)      | Brave Brothers, Chakun               | Brave Brothers, Galactika        | 03:21 |
| 5.    | Really Really (진짜)  | Brave Brothers, Chakun               | Brave Brothers, Elephant Kingdom | 03:56 |
| 6.    | Chocolate             | Galactika                            | Galactika, Miss Lee              | 03:08 |
| 20:34 |                       |                                      |                                  |       |

## Classement
| Classement                 | Meilleure position |
| -------------------------- | ------------------ |
| Gaon Album Chart (weekly)  | 2                  |
| Gaon Album Chart (monthly) | 6                  |

### Ventes et certifications
| Classement          | Quantité       |
| ------------------- | -------------- |
| Gaon physical sales | Plus de 34 330 |